# Luciano Donaggio
Luciano Donaggio   (Trieste, 15 d'abril de 1886 - Trieste, 25 de desembre de 1963) fou un baix italià.
Es va formar amb el reconegut tenor Alfonso Garulli i amb Romeo Bartoli. El seu debut va tenir lloc el 1907 a Trieste, a l’Anfiteatro Minerva, on va interpretar el paper d'Abdallah a l'òpera Tutti in Maschera de Carlo Pedrotti. Va posar fi a la seva carrera el 1949.
La Temporada 1930-1931 va cantar al Gran Teatre del Liceu de Barcelona.